# Boroești
Boroești – wieś w Rumunii, w okręgu Aluta, w gminie Bărăști. W 2011 roku liczyła 71 mieszkańców.